# Anna Nyikolajevna Kalinszkaja
Anna Nyikolajevna Kalinszkaja (oroszul: Анна Николаевна Калинская,  (Moszkva, 1998. december 2. –) párosban junior Grand Slam-tornagyőztes orosz hivatásos teniszezőnő.
2016 óta tartó pályafutása során egy egyéni WTA125-, párosban négy WTA-tornagyőzelmet szerzett, emellett egyéniben hét, párosban kilenc ITF-tornán végzett az első helyen. Legjobb világranglista helyezése egyéniben a 2024. október 28-án elért 11. helyezés, párosban a legjobbjaként 2025. augusztus 11-én a 37. helyen állt.
Juniorként megnyerte a 2016-os Australian Open lány páros versenyét, és döntős volt egyéniben a 2015-ös Roland Garroson, valamint párosban a 2015-ös US Openen. A junior világranglistán a legjobb eredménye a 3. hely volt. A felnőttek között a Grand Slam-tornákon a legjobb eredménye egyéniben a negyeddöntő, amelyig a 2023-as Australian Openen jutott el, párosban a 2025-ös wimbledoni teniszbajnokságon a negyeddöntőig jutott.
2015-ben megnyerte Oroszország felnőtt női bajnokságát.
2017 óta tagja Oroszország Fed-kupa-válogatottjának.

## Junior Grand Slam döntői

### Egyéni

#### Elveszített döntő (1)
| Év   | Bajnokság     | Borítás | Ellenfél            | Eredmény |
| ---- | ------------- | ------- | ------------------- | -------- |
| 2015 | Roland Garros | Salak   | Paula Badosa Gibert | 3–6, 3–6 |

### Páros

#### Győzelmei (1)
| Év   | Bajnokság       | Borítás | Partner           | Ellenfél                                 | Eredmény |
| ---- | --------------- | ------- | ----------------- | ---------------------------------------- | -------- |
| 2016 | Australian Open | Kemény  | Tereza Mihaliková | Dajana Jasztremszka Anasztaszija Zaricka | 6–1, 6–1 |

#### Elveszített döntők (1)
| Év   | Bajnokság | Borítás | Partner               | Ellenfél                                | Eredmény |
| ---- | --------- | ------- | --------------------- | --------------------------------------- | -------- |
| 2015 | US Open   | Kemény  | Anasztaszija Potapova | Viktória Kužmová Alekszandra Poszpelova | 5–7, 2–6 |

## WTA döntői

### Egyéni
| Összesítés                   |
| Grand Slam-torna (0)         |
| WTA 1000 (kötelező)* (0)     |
| WTA 1000 (nem kötelező)* (0) |
| WTA 500* (0)                 |
| WTA 250* (0)                 |

#### Elveszített döntői (3)
|    | Dátum             | Torna                             | Borítás | Ellenfél a döntőben | Eredmény a döntőben | Eredmény a döntőben |
| 1. | 2024. február 25. | Dubai Tennis Championships, Dubaj | Kemény  | Jasmine Paolini     | 6–4, 5–7, 5–7       |                     |
| 2. | 2024. június 23.  | German Open, Berlin               | Fű      | Jessica Pegula      | 7–6(0), 4–6, 6–7(3) |                     |
| 3. | 2025. július 27.  | Washington Open, Washington       | Kemény  | Leylah Fernandez    | 1–6, 2–6            |                     |

### Páros
| Összesítés            |                              |
| Grand Slam-torna (0)  |                              |
| Premier Mandatory (0) | WTA 1000 (kötelező)* (0)     |
| Premier Five (0)      | WTA 1000 (nem kötelező)* (0) |
| Premier (0)           | WTA 500* (1)                 |
| International (1)     | WTA 250* (1)                 |

*2021-től megváltozott a tornák kategóriáinak elnevezése.

#### Győzelmei (4)
|    | Dátum                | Torna                          | Borítás    | Partner           | Ellenfelek a döntőben                       | Eredmény a döntőben   | Eredmény a döntőben |
| 1. | 2019. május 3.       | Prague Open, Prága             | Salak      | Viktória Kužmová  | Nicole Melichar Květa Peschke               | 4–6, 7–5, [10–7]      |                     |
| 2. | 2021. szeptember 19. | Slovenia Open, Portorož        | Kemény     | Tereza Mihalíková | Aleksandra Krunić Lesley Pattinama Kerkhove | 4–6, 6–2, [12–10]     |                     |
| 3. | 2022. február 13.    | Ladies Neva Cup, Szentpétervár | Kemény (f) | Catherine McNally | Alicja Rosolska Erin Routliffe              | 6–3, 6–7(5), [10–4]   |                     |
| 4. | 2025. május 4.       | Madrid Open, Madrid            | Salak      | Sorana Cîrstea    | Veronyika Kugyermetova Elise Mertens        | 6–7(10), 6–2, [12–10] |                     |

#### Elveszített döntői (5)
|    | Dátum                | Torna                            | Borítás    | Partner           | Ellenfelek a döntőben                     | Eredmény a döntőben | Eredmény a döntőben |
| 1. | 2019. február 3.     | Ladies Neva Cup, Szentpétervár   | Kemény (f) | Viktória Kužmová  | Jekatyerina Makarova Margarita Gaszparjan | 5–7, 5–7            |                     |
| 2. | 2021. február 7.     | Yarra Valley Classic, Melbourne  | Kemény     | Viktória Kužmová  | Aojama Súko Sibahara Ena                  | 3–6, 4–6            |                     |
| 3. | 2022. augusztus 7.   | Washington Open, Washington      | Kemény     | Catherine McNally | Jessica Pegula Erin Routliffe             | 3–6, 7–5, [10–12]   |                     |
| 4. | 2023. szeptember 17. | Japan Women’s Open, Oszaka       | Kemény     | Julija Putyinceva | Anna-Lena Friedsam Nagyija Kicsenok       | 6–7(3), 3–6         |                     |
| 5. | 2025. január 5.      | Brisbane International, Brisbane | Kemény     | Priscilla Hon     | Mirra Andrejeva Gyiana Snajgyer           | 6–7(6), 5–7         |                     |

## WTA 125K döntői

### Egyéni

#### Győzelmei (1)
|    | Dátum             | Torna                                         | Borítás    | Ellenfél a döntőben | Eredmény a döntőben | Eredmény a döntőben |
| 1. | 2023. november 5. | Dow Tennis Classic, Midland, Egyesült Államok | Kemény (f) | Jana Fett           | 7–5, 6–4            |                     |

#### Elveszített döntői (1)
|    | Dátum             | Torna                            | Borítás | Ellenfél a döntőben | Eredmény a döntőben | Eredmény a döntőben |
| 1. | 2023. október 29. | Abierto Tampico, Tampico, Mexikó | Kemény  | Emina Bektas        | 3–6, 6–3, 6–7(3)    |                     |

## ITF-döntői: 25 (16–9)

### Egyéni: 15 (7–8)
| Díjazás        |
| -------------- |
| $100,000 torna |
| $75,000 torna  |
| $50,000 torna  |
| $25,000 torna  |
| $15,000 torna  |
| $10,000 torna  |

| Borításonként |
| ------------- |
| Kemény (0–6)  |
| Salak (5–2)   |
| Fű (0–0)      |
| Szőnyeg (1–0) |

| Eredmény | No. | Dátum                | Torna                        | Borítás    | Ellenfél                | Eredmény         |
| -------- | --- | -------------------- | ---------------------------- | ---------- | ----------------------- | ---------------- |
| Döntős   | 1.  | 2015. április 12.    | Antalya, Törökország         | Kemény     | Lu Csia-csing           | 2–6, 0–6         |
| Döntős   | 2.  | 2015. november 22.   | Port El Kantaoui, Tunézia    | Kemény     | Ema Burgić Bucko        | játék nélkül     |
| Döntős   | 3.  | 2016. április 2.     | Manáma, Bahrein              | Kemény     | Tereza Mihalíková       | 5–7, 1–6         |
| Győztes  | 1.  | 2016. április 30.    | Simkent, Kazahsztán          | Salak      | Ilona Krameny           | 6–4, 6–2         |
| Győztes  | 2.  | 2016. június 11.     | Minszk, Fehéroroszország     | Salak      | Vera Lapko              | 6–4, 6–3         |
| Döntős   | 4.  | 2016. június 18.     | Minszk, Fehéroroszország     | Salak      | Valendíni Gramatikopúlu | 3–6, 1–4 feladta |
| Győztes  | 3.  | 2016. július 17.     | Aschaffenburg, Németország   | Salak      | Dalila Jakupović        | 6–3, 2–6, 6–2    |
| Döntős   | 5.  | 2016. augusztus 7.   | Plzeň, Csehország            | Salak      | Natalja Vihljanceva     | 1–6, 3–6         |
| Győztes  | 4.  | 2016. augusztus 27.  | Harkiv, Ukrajna              | Salak      | Valendíni Gramatikopúlu | 6–4, 1–6, 6–1    |
| Döntős   | 6.  | 2016. november 12.   | Minszk, Fehéroroszország     | Kemény (f) | Anasztaszija Frolova    | játék nélkül     |
| Döntős   | 7.  | 2017. szeptember 17. | Batumi, Grúzia               | Kemény     | Nigina Abduraimova      | 6–3, 4–6, 3–6    |
| Győztes  | 5.  | 2017. október 23.    | Óbidos, Portugália           | Szőnyeg    | Magdalena Fręch         | 6–3, 6–3         |
| Döntős   | 8.  | 2018. március 18.    | Sencsen, Kína                | Kemény     | Viktória Kužmová        | 5–7, 3–6         |
| Győztes  | 6.  | 2019. január 6.      | Playford, Ausztrália         | Kemény     | Jelena Ribakina         | 6–4, 6–4         |
| Győztes  | 7.  | 2019. május 19.      | Saint-Gaudens, Franciaország | Salak      | Ana Bogdan              | 6–3, 6–4         |

### Páros: 10 (9–1)
| Díjazás        |
| -------------- |
| $100,000 torna |
| $75,000 torna  |
| $50,000 torna  |
| $25,000 torna  |
| $15,000 torna  |
| $10,000 torna  |

| Borításonként |
| ------------- |
| Kemény (4–0)  |
| Salak (5–1)   |
| Fű (0–0)      |
| Szőnyeg (0–0) |

| Eredmény | No. | Dátum              | Torna                            | Borítás    | Partner                 | Ellenfelek                                   | Eredmény            |
| -------- | --- | ------------------ | -------------------------------- | ---------- | ----------------------- | -------------------------------------------- | ------------------- |
| Győztes  | 1.  | 2015. január 31.   | Sunrise, Egyesült Államok        | Salak      | Katerina Stewart        | Paula Cristina Gonçalves Beatriz Haddad Maia | 7–6(6), 5–7, [10–6] |
| Győztes  | 2.  | 2016. április 1.   | Manáma, Bahrein                  | Kemény     | Tereza Mihalíková       | Katharina Hering Kimberley Zimmermann        | 7–5, 6–3            |
| Győztes  | 3.  | 2016. május 15.    | Trnava, Szlovákia                | Salak      | Tereza Mihalíková       | Jevgenyija Rogyina Anastasija Sevastova      | 6–1, 7–6(4)         |
| Győztes  | 4.  | 2016. június 17.   | Minszk, Fehéroroszország         | Salak      | Valendíni Gramatikopúlu | Ulrikke Eikeri Laura Pigossi                 | 4–6, 6–1, [10–2]    |
| Győztes  | 5.  | 2016. július 24.   | Darmstadt, Németország           | Salak      | Valendíni Gramatikopúlu | Anita Husaric Dalila Jakupović               | 6–4, 6–1            |
| Győztes  | 6.  | 2016. november 11. | Minszk, Fehéroroszország         | Kemény (f) | Nika Shytkouskaya       | Ilona Krameny Vera Lapko                     | 6–2, 6–3            |
| Győztes  | 7.  | 2017. augusztus 6. | Bad Saulgau, Németország         | Salak      | İpek Soylu              | Nicoleta Dascălu Cristina Dinu               | 6–2, 6–2            |
| Győztes  | 8.  | 2018. március 17.  | Sencsen, Kína                    | Kemény     | Viktória Kužmová        | Danka Kovinić Vang Hszin-jü                  | 6–4, 1–6, [10–7]    |
| Győztes  | 9.  | 2018. március 31.  | Croissy-Beaubourg, Franciaország | Kemény (f) | Viktória Kužmová        | Petra Krejsová Jesika Malečková              | 7–6(5), 6–1         |
| Döntős   | 1.  | 2019. május 19.    | Saint-Gaudens, Franciaország     | Salak      | Szofja Lanszere         | Martina Di Giuseppe Giulia Gatto-Monticone   | 1–6, 1–6            |

## Eredményei Grand Slam-tornákon

### Egyéni
| Grand Slam | Australian Open | Australian Open  | Roland Garros  | Roland Garros    | Wimbledon      | Wimbledon         | US Open        | US Open          |
| Év         | Eredmény        | Utolsó ellenfél  | Eredmény       | Utolsó ellenfél  | Eredmény       | Utolsó ellenfél   | Eredmény       | Utolsó ellenfél  |
| 2017       | Selejtező (Q1)  | Selejtező (Q1)   | Selejtező (Q1) | Selejtező (Q1)   | Selejtező (Q1) | Selejtező (Q1)    | Selejtező (Q1) | Selejtező (Q1)   |
| 2018       | 1. kör          | Camila Giorgi    | Selejtező (Q3) | Selejtező (Q3)   | Selejtező (Q3) | Selejtező (Q3)    | 1. kör         | Julia Görges     |
| 2019       | 1. kör          | Arina Szabalenka | Selejtező (Q1) | Selejtező (Q1)   | 1. kör         | Magda Linette     | 2. kör         | Kristie Ahn      |
| 2020       | 1. kör          | Cseng Szaj-szaj  | 1. kör         | Eugenie Bouchard | elmaradt       | elmaradt          | 2. kör         | Karolína Muchová |
| 2021       | Selejtező (Q2)  | Selejtező (Q2)   | Selejtező (Q1) | Selejtező (Q1)   | 1. kör         | MC Osorio Serrano | Selejtező (Q2) | Selejtező (Q2)   |
| 2022       | Selejtező (Q1)  | Selejtező (Q1)   | 1. kör         | Madison Keys     | kizárva        | kizárva           | 2. kör         | Caroline Garcia  |
| 2023       | 1. kör          | Danielle Collins | –              | –                | –              | –                 | 2. kör         | Sorana Cîrstea   |
| 2024       | Negyeddöntő     | Cseng Csin-ven   | 2. kör         | Bianca Andreescu | 4. kör         | Jelena Ribakina   | 3. kör         | B Haddad Maia    |
| 2025       | –               | –                | 1. kör         | Marie Bouzková   | 2. kör         | Clara Tauson      |                |                  |

## Év végi világranglista-helyezései
| Év     | 2015 | 2016 | 2017 | 2018 | 2019 | 2020 | 2021 | 2022 | 2023 | 2024 |
| Egyéni | 681. | 200. | 146. | 169. | 100. | 114. | 110. | 58.  | 77.  | 14.  |
| Páros  | 620. | 153. | 133. | 121. | 81.  | 105. | 90.  | 78.  | 76.  | 139. |